# Árbitro asistente

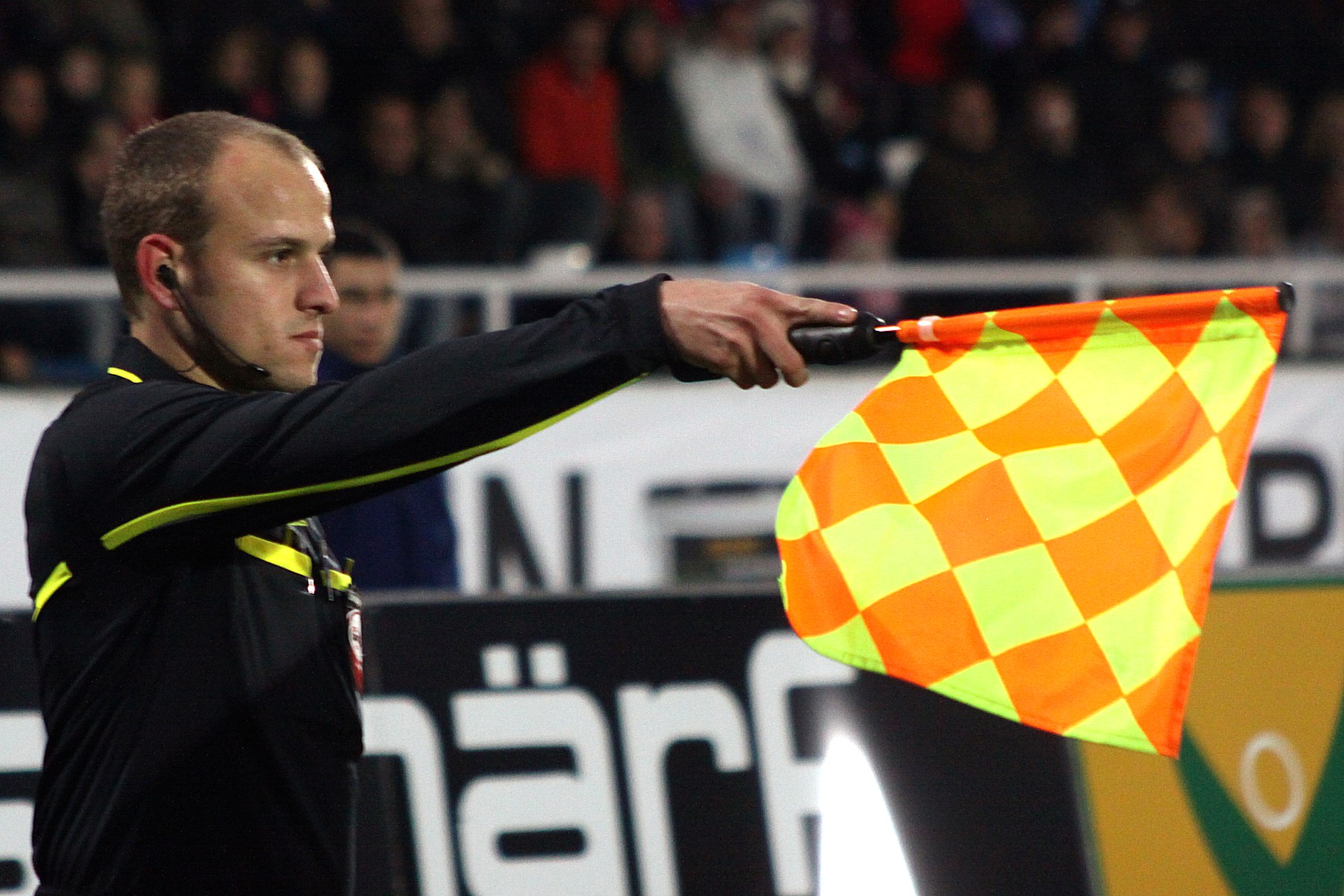
Árbitro asistente señalando un saque de meta.

En fútbol, los árbitros asistentes, anteriormente denominados jueces de línea o abanderados y, comúnmente conocidos como auxiliares o linieres (esta última copiada del catalán, que a su vez es una voz adaptada fonéticamente del término inglés linesman), son dos personas encargadas, como su nombre indica, de asistir al árbitro de un partido de fútbol en la fuera del terreno de juego o en dado caso que se requiera ingresando en el terreno de juego. La función principal del árbitro asistente es juzgar el fuera de juego, además de ayudar al árbitro en situaciones que lo requieran, ya que en algunos casos como en los saques de banda, meta o esquina, entre otras decisiones no están los árbitros asistentes.